# Негенманнеке
Негенманнеке (нидерл. Negenmanneke) — населённый пункт во фламандский Синт-Питерс-Леув. Расположен в урбанизированной северо-восточной части данной коммуны, на границе с Андерлехтом, входящем в состав Брюссельского столичного округа. Расположен на пересечении нескольких магистралей. Имеет промышленную зону. Через посёлок проходит также канал Шарлеруа-Брюссель.

## Население
По состоянию на 31 декабря 2008 года в посёлке проживало 6 915 жителей, из которых 9,8 % — иностранцы (14 % в 2006 году). В Синт-Питерс-Леу традиционно селились итальянцы, испанцы и марокканцы, которые употребляют в основном французский язык, которым пользуется около 26,0 % коммуны. Поэтому Негенманнеке (наряду с поселением Руйсбрук) является одним из наиболее офранцуженных коммун Брюссельской периферии.
Несмотря на урбанизацию, в большинстве районов Негенманнеке сохраняется атмосфера сельского уюта, которую часто можно наблюдать во фламандской периферии. Зелень Пайоттенланда, близость долины Вогельзанбек и заказника Зунская долина привлекают сюда множество брюссельцев.